# سیارک ۲۲۷۳۴
سیارک ۲۲۷۳۴ (به انگلیسی: 22734 Theojones، نامگذاری:1998SQ133) بیست و دو هزار و هفتصد و سی و چهارمین سیارک کشف شده‌است که در ۲۶ سپتامبر ۱۹۹۸ کشف شد.
قدر مطلق سیارک برابر ۱۲.۹ است.